# جان بیکن (بازیکن فوتبال)
جان بیکن (انگلیسی: John Bacon؛ زادهٔ ۲۳ مارس ۱۹۷۳) بازیکن فوتبال اهل ایرلند است.
از باشگاه‌هایی که در آن بازی کرده‌است می‌توان به باشگاه فوتبال شامروک روورز، باشگاه فوتبال آرسنال، و باشگاه فوتبال شامروک روورز اشاره کرد. وی همچنین در تیم‌های ملی فوتبال زیر ۱۷ و ۲۱ سال جمهوری ایرلند بازی کرده‌است.